# Alimentation Couche-Tard
Das kanadische Unternehmen Alimentation Couche-Tard Inc. gehört zu den weltweit größten Betreibern von Convenience Shops (franz. dépanneur). Es werden rund 14.400 Verkaufsstellen in 24 Ländern auf verschiedenen Kontinenten unterhalten, je etwa hälftig im Eigentum und im Franchising-System. Diese Verkaufsstellen haben folgende Markennamen: Couche-Tard, Mac’s, Circle K, On the Run, 7-jours, Dairy Mart, Daisy Mart oder Winks.
Die Zentrale von Alimentation Couche-Tard befindet sich in Laval in Québec. 2021 wurden rund 128.000 Personen beschäftigt. Der Umsatz betrug im Jahr 2014 etwa 70,54 Milliarden US-Dollar; Gründer und Geschäftsführer ist der Kanadier Alain Bouchard (* 1949); Mitbegründer waren Jacques D’Amours, Richard Fortin und Réal Plourde, wobei Bouchard und D’Amours die beiden größten Aktionäre sind (Stand 03/2023).
Das Unternehmen wurde 1980 gegründet und ist durch Übernahmen anderer Ketten regelmäßig gewachsen, so durch den Kauf von Sept-Jours Convenience Stores (1987), La Maisonnée (1993), Perrette (1994), C-Corp (1997), Provi-Soir (1999), Bigfoot stores (2001), The Circle K Corporation (2003), Spectrum (2006) oder Motiva Enterprises (2006). Viele Verkaufsstellen werden als Tankstellen geführt. Unter anderem wird Benzin unter der Marken Irving Oil und Shell angeboten. Im Jahr 2012 übernahm Alimentation Couche-Tard die Tankstellenkette Statoil Fuel & Retail des norwegischen Öl- und Gaskonzerns Statoil zu einem Kaufpreis von 2,8 Milliarden US-Dollar. Die etwa 2.800 Verkaufsstellen in Skandinavien und Osteuropa sollen bis 2017 in Circle K umfirmiert werden.
Eine geplante Übernahme Carrefours durch Couche-Tard wurde nach Einwänden der französischen Regierung im Januar 2021 abgesagt.
Im März 2023 wurde bekannt, dass Couche-Tard von TotalEnergies über 1500 Tankstellen in Deutschland und den Niederlanden kauft. Anfang Januar 2024 gab TotalEnergies bekannt, dass die Transaktion abgeschlossen sei. Der Kaufpreis betrug ca. 3,4 Milliarden US-Dollar (bereinigt, nach Steuern). Die Transaktion beinhaltete ebenfalls die Bildung eines Joint-Ventures zum gemeinsamen Betrieb der Stationsnetze in Belgien und Luxemburg, bei dem Couche-Tard 60 % der Anteile hält.
Im August 2024 machte Couche-Tard ein Angebot zur Übernahme der japanischen Seven & I Holdings – Betreiber von weltweit 85.000 Convenience Stores, Tankstellen und Einzelhandelsgeschäften – im Wert von 38,5 Milliarden Dollar. Es wurde zunächst abgelehnt, Couche-Tard bekundete jedoch weitere Bemühungen darum. Im Juli 2025 wurde bekannt, dass Couche-Tard das zwischenzeitlich auf 47 Milliarden Dollar gestiegene Angebot zurückzog.